# Устье-Алексеевская волость
Устье-Алексеевская во́лость — волость в составе Великоустюжского уезда Северо-Двинской губернии РСФСР (в 1918—1924 годах), Вологодской губернии (1797—1918). Волостной центр — Устье-Ивановское (Устье-Ивановская, Устье-Ивановский Погост).
В настоящее время территория волости относится к Великоустюгскому району.

## Состав волости
На 1893 год входила в I стан Вологодской губернии.
По данным на 1913 год входили 188 населённых пунктов
- Абрадова Абрадовская Выставка
- Аверин (починок)
- Аистова (ныне Аистово)
- Акатиево-Веретье
- Аксенова
- Аксентьевский (починок)
- Алсуфьев (починок)
- Ананьево (Чернышево)
- Андронова
- Антонова
- Антушева
- Артемовка
- Ахлутино (Антипино)
- Баранов Наволок
- Бедовый (починок)
- Белая Гора (Бакшиево)
- Белозерова
- Берсенева
- Биричева
- Бовыкина
- Большая Закаменка
- Большой Двор
- Борисова Пустошь
- Будрина (ныне Будрино)
- Бурзановское Плесо
- Бурлева
- Варчалова
- Васильева Гора
- Ваташанова
- Верхнее Чистякова
- Возманов (починок)
- Возманова Выставка
- Волостница (Выставка)
- Воронина
- Ворошнина
- Вотчева Гора
- Гольцова
- Гора
- Гора (Косой Звоз)
- Горбачева
- Горбищева
- Давыдовская
- Деревенька
- Дернова
- Долматовский (починок)
- Дресвище
- Дрищева
- Еремеево
- Ершова
- Загарье (Исаково)
- Заимка
- Заломова (Быслаево)
- Заозерица
- Иванцова (ныне Иванцево)
- Ивернева
- Иглинский (починок)
- Игнатьево Займище
- Иголкино Плесо
- Илекина
- Ирхина (ныне Ирхино)
- Ирхинская Выставка
- Истопная
- Истопинский (починок)
- Кекуро
- Кишкина Гора
- Ковыкина (ныне Ковыкино)
- Коземкина (ныне Куземкино)
- Конанова
- Кормин Лог
- Косарева (ныне Косарево)
- Костина
- Кочурино
- Красный Бор (Михниская)
- Куколекова
- Курденьга
- Курлапенский (починок)
- Лапшинский (починок)
- Левина
- Липовец Починок (1-й, 2-й, Липовец 3-й?)
- Липовка
- Луковицина (ныне Луковцыно)
- Макарова
- Малаховка
- Малая Закаменка
- Малинники
- Малинова
- Малиновка
- Марилова (ныне Марилово)
- Матлоева (ныне Матлоево)
- Микляева
- Минина
- Митина (ныне Митино)
- Митихина
- Мокиева
- Мормыгина
- Москвин (починок)
- Мохнаткина
- Мурдинская
- Мякиницына
- Наволок
- Насонова
- Некрасова
- Нечайкова (ныне Нечайково)
- Нижнее Чистяково
- Нововысшний (починок)
- Обрадова
- Одомчина (ныне Одомчино)
- Опалева
- Орлов (починок)
- Осиева
- Осиновка
- Осница
- Отсекная
- Павлова
- Павшина
- Пантусова
- Парфенова
- Пасная
- Пашина
- Пашкова (Долготовская)
- Пенье
- Пестова (Большой Двор)
- По речке Ильме и Гаревой
- По речке Куромше
- Подборье
- Подсараевица
- Подугорье
- Пожарова
- Попадьинская
- Починок
- Прексенова
- При Одомчине
- Прокопьевская (Исток)
- Пустая
- Пустошь Ножевка (Касьянка)
- Рабовская
- Ребцова
- Родионовская
- Сакова
- Саковская
- Самсонка (Жуково)
- Самылова Гора
- Селивановка
- Селиверстова (Бурдакино)
- Сидоровка
- Синицина (ныне Синицыно)
- Скороходова
- Слизовица
- Слободчикова
- Слудка
- Смолинская
- Смольниково
- Спасская Полянка
- Спирино (Сокольниково)
- Становица
- Старина
- Старый (починок)
- Стрекова
- Тарасвская
- Телячья
- Телячья Выставка
- Тёплая Гора
- Теплогорский (Подвалье)
- Тимошина
- Тисонова
- Томашева
- Тонкова
- Третьякова
- У Черемухова Меча (Черёмухов Лог?)
- Удачина
- Улиткина
- Ульяница
- Ульяновская
- Упирева
- Устье-Алексеевское (Устье-Алексеевская)
- Устье-Ивановское (Устье-Ивановская, Устье-Ивановский Погост) — волостной центр
- Федоровский (починок)
- Федцова
- Черная
- Чернева
- Черный Лес
- Шилыкова
- Ширина
- Щекотова (ныне Щекотово)
- Юшкова  (ныне Юшкова)
- Якимово Займище
- Якушина
- Якушинский (починок)